# Estación Diego de Almagro
Diego de Almagro (originalmente llamada Pueblo Hundido) fue una estación ferroviaria correspondiente al Longitudinal Norte ubicada en la comuna de Diego de Almagro, en la Región de Atacama, Chile. Fue cabecera del Longitudinal Norte, del ramal Pueblo Hundido-Potrerillos y del ramal Chañaral-Pueblo Hundido. Aunque la estación ya no presta servicios, sus vías siguen siendo utilizadas para servicios de carga.

## Historia
Originalmente la estación es parte del ferrocarril de Chañaral, que inició su construcción en 1872, alcanzando la localidad de Pueblo Hundido en 1897 como parte de una extensión de esta y abriendo la estación en 1899. El Ferrocarril de Chañaral fue adquirido por el estado chileno en 1888, y ya estando bajo el control del estado, la estación se conecta con la estación Salado en 1897. El ferrocarril entre Pueblo Hundido y la Estación Inca de Oro son inaugurados en 1903.
Hacia 1910 la estación Pueblo Hundido servía principalmente a los yacimientos mineros de Africana, Santo Domingo, Germania, Hortelana, San Miguel, Tres Marías y Flor del Desierto, mientras que Tres Gracias y Manto Confianza poseían un paradero y un desvío antes de llegar a la estación.
Los planes de expandir el Longitudinal Norte aún más hacia el norte conectando Pueblo Hundido con la Estación Pintados hicieron que en 1910 se contrata a la empresa Chilian Northern Railway Company para que construya la extensión. Las obras son inauguradas en 1913. Con la construcción de la estación surge el poblado de Pueblo Hundido, actual Diego de Almagro.
Para 1914 el tramo entre La Calera con Pueblo Hundido empezaba a operar. Para 1958 esta estación era el terminal del Longitudinal Norte en lo correspondiente a la operación por parte de la Empresa de los Ferrocarriles del Estado, situación que se mantuvo hasta 1961 cuando EFE pasó a operar directamente el tramo hasta Pintados.
Debido al descubrimiento y explotación del mineral en Potrerillos, comenzó el proceso de construcción de un ferrocarril hasta Potrerillos con la aprobación de los planos por parte del gobierno el 28 de septiembre de 1917. La estación en Pueblo Hundido para este ramal fue construida en 1916. Las obras comenzaron en octubre del mismo año. El primer tren llegó a Potrerillos el 7 de mayo de 1919.
En 1977, el poblado de Pueblo Hundido cambia su nombre a Diego de Almagro en honor al adelantado y conquistador español Diego de Almagro; este cambio de nombre incluyó el cambio del nombre de la estación mediante decreto del 20 de julio de 1977.
Posterior a la privatización de la red en 1996, la estación pasa a manos de Ferronor, y actualmente opera como estación de paso para servicios de carga.

## Infraestructura
El edificio principal de la estación, así como torres de agua, andenes, bodegas, patio de maniobras, tornamesa y otras infraestructuras aun se encuentran bien conservadas y en buen estado.
La estación además cuenta con un triángulo de inversión para las máquinas de la ruta del Ramal Pueblo Hundido-Potrerillos.